# BRIGHT SIDE
BRIGHT SIDE é um canal do YouTube operado pela editora de mídia TheSoul Publishing. Os vídeos do canal possuem a temática how-to, bem como história e conhecimento. Desde dezembro de 2019, é o 29.º canal do YouTube com mais inscritos no mundo, com mais de 32,6 milhões de inscritos e mais de 6 bilhões de visualizações.

## História
O Bright Side foi criado em 15 de março de 2017 como um canal para o upload de vídeos sobre história, conhecimento e curiosidades. O canal se concentra em lançar vídeos animados com conteúdo geral sobre fatos e enigmas.
Em junho de 2019, o Bright Side transformou o jejum de Angus Barbieri em uma sensação no YouTube depois de criar um vídeo animado documentando o jejum de 382 dias de Barbieri. O vídeo recebeu mais de 300.000 visualizações em um período de uma semana após o upload.
O canal é operado pela TheSoul Publishing, uma empresa cipriota fundada pelos desenvolvedores russos Pavel Radaev e Marat Mukhametov. A empresa também possui os canais "5-Minute Crafts, Bright Side, 5-Minute Crafts Kids, 5-Minute Crafts Girly, 7-Second Riddles e 5-Minute Magic". A empresa lança 1.500 vídeos por mês, "opera 50 páginas no Facebook em 18 idiomas e tem 550 funcionários.

## Controvérsias
De acordo com a TheSoul Publishing, seu objetivo é criar "conteúdo divertido e apolítico, que é apreciado por uma quantidade incrível de fãs em todo o mundo". No entanto, a editora foi acusada de divulgar notícias falsas, particularmente no que diz respeito à política russa. A TheSoul Publishing criou conteúdo que inclui "versões pró-russas de histórias que contêm informações imprecisas". As plataformas de mídia social concluíram "que suas atividades não violam suas políticas".